# 노찬엽
노찬엽(盧燦曄, 1965년 1월 15일 ~ )은 전 KBO 리그 LG 트윈스의 외야수이자 현 KBO 리그 연천 미라클의 타격/주루코치이다.

## 선수 시절

### 아마추어 시절
배재고등학교 재학 중이던 1980년, 1학년으로 팀 내 주전 유격수를 맡아 제 10회 봉황대기 전국고교야구대회에서 팀의 준우승에 기여했다.
1983년 졸업하고 같은 해 고려대학교 경제학과(1983학번) 에 입학했다. 고려대학교 경제학과 시절 뛰어난 실력으로 국가대표팀에 선출됐다. 1987년 고려대 경제학과(1983학번)를 졸업하고 실업 야구단인 농협 야구단을 거쳤다. 1987년 MBC 청룡의 1차 1순위 지명을 받았으나, 당시 서울 올림픽에 참가시킬 목적으로 야구계에서 프로 진출을 유보하고 실업 입단을 권유함으로써 우선 실업 야구단인 농협에 입단하였다.

### MBC 청룡 & LG 트윈스시절
박동희 등과 함께 서울 올림픽에 참가했고, 1989년에 입단했다. 입단 당시부터 신인답지 않은 실력으로 LG 트윈스로 이어진 이후에도 팀 내 주전 야수로 자리매김했으며, 강력하고 날카로운 스윙 폼으로 '검객'이라는 별명을 얻었다. 그러나 1993년 5월 16일 해태전에서 투수 김정수가 던진 공에 왼쪽 눈을 맞는 부상을 입었다. 1995년 OB 베어스의 투수 박철순이 던진 공이 다시 눈에 맞으면서 시력 장애를 호소했고 이 부상들은 그가 9시즌만에 은퇴하는 원인이 됐다. 1990년에 기록한 3할 3푼 3리는 팀의 우타자 중 최고 타율이었다.

## 야구선수 은퇴 후
LG 트윈스, 한화 이글스, 연천 미라클에서 코치로 활동했다.
LG 트윈스에서는 2군 감독으로 활동하기도 했다.
2014년 1월 10일에 KBO의 육성위원회 육성위원으로 임명됐다.

## 출신 학교
- 한양초등학교
- 배재중학교
- 배재고등학교
- 고려대학교  경제학과 (1983학번)

## 통산 기록
| 연도 | 팀    | 타율  | 경기수 | 타수 | 안타 | 2루타 | 3루타 | 홈런 | 타점 | 득점 | 도루 | 도루실패 | 4사구 | 삼진 | 병살타 | 희생타 | 장타율 | 비고 |
| ---- | ----- | ----- | ------ | ---- | ---- | ----- | ----- | ---- | ---- | ---- | ---- | -------- | ----- | ---- | ------ | ------ | ------ | ---- |
| 1989 | MBC   | 0.287 | 102    | 352  | 101  | 18    | 6     | 1    | 56   | 54   | 13   | 10       | 54    | 14   | 14     | 16     | 0.381  |      |
| 1990 | LG    | 0.333 | 105    | 327  | 109  | 11    | 6     | 5    | 51   | 47   | 8    | 12       | 43    | 25   | 9      | 10     | 0.450  |      |
| 1991 | LG    | 0.317 | 115    | 417  | 132  | 22    | 8     | 3    | 58   | 45   | 12   | 11       | 52    | 28   | 5      | 7      | 0.429  |      |
| 1992 | LG    | 0.272 | 109    | 405  | 110  | 21    | 2     | 6    | 50   | 52   | 6    | 5        | 8     | 51   | 11     | 7      | 0.378  |      |
| 1993 | LG    | 0.244 | 73     | 234  | 57   | 5     | 8     | 2    | 20   | 27   | 4    | 6        | 26    | 26   | 8      | 7      | 0.359  |      |
| 1994 | LG    | 0.279 | 107    | 340  | 95   | 13    | 6     | 10   | 59   | 53   | 7    | 5        | 45    | 24   | 12     | 8      | 0.441  |      |
| 1995 | LG    | 0.253 | 99     | 293  | 74   | 14    | 0     | 9    | 41   | 38   | 4    | 4        | 27    | 26   | 10     | 13     | 0.392  |      |
| 1996 | LG    | 0.243 | 105    | 305  | 74   | 11    | 2     | 5    | 28   | 37   | 5    | 3        | 39    | 47   | 5      | 7      | 0.341  |      |
| 1997 | LG    | 0.226 | 69     | 115  | 26   | 6     | 0     | 2    | 17   | 15   | 0    | 2        | 14    | 17   | 3      | 7      | 0.330  |      |
| 통산 | 9시즌 | 0.279 | 884    | 2788 | 778  | 121   | 38    | 43   | 380  | 368  | 59   | 58       | 308   | 258  | 77     | 82     | 0.396  |      |